# Delphine Zanga Tsogo
Delphine Zanga Tsogo, parfois simplement appelée Delphine Tsanga, née le 21 décembre 1935 à Lomié (Haut-Nyong) et morte le 16 juillet 2020 à Yaoundé, est une militante féministe, femme de lettres et femme politique camerounaise. Haute-fonctionnaire à l'Organisation des Nations unies, elle est par ailleurs la première femme à avoir été ministre au Cameroun.

## Biographie
Delphine Zanga Tsogo naît en décembre 1935 dans la localité de Lomié, dans l’Est du Cameroun. Elle suit des études secondaires au lycée de Douala jusqu'en 1955. Elle part ensuite pour Toulouse, où elle obtient un diplôme d'infirmière d'État. En 1960, elle rentre au Cameroun où elle a travaille dans les hôpitaux de Yaoundé, Garoua et Dschang,. En plus de ses activités cliniciennes, elle est présidente de la branche féminine du Conseil national de la jeunesse du Cameroun (Conajepca).
En 1964, Delphine Zanga Tsogo devient présidente nationale du Conseil des femmes du Cameroun. En 1965, elle est élue députée à l'Assemblée nationale du Cameroun, affiliée au parti au pouvoir, l'Union nationale camerounaise,.
En 1970, elle est nommée ministre adjointe de la Santé publique, puis vice-ministre de la Santé publique en 1972 et enfin ministre des Affaires sociales en 1975, un poste qu'elle occupe jusqu'en 1985,,. Delphine Zanga Tsogo est la première femme ministre au Cameroun,.
Œuvres principales
Ekobo ou l’Oiseau en cage
Vie de femmes
Dans ces mêmes années 1980, elle publie également plusieurs ouvrages sous le nom de Delphine Zanga-Tsogo (sa carrière politique étant menée sous le nom de Delphine Tsanga ). Vie de femmes, publié en 1983 à Yaoundé décrit la condition des femmes au Cameroun et les difficultés rencontrées par celles-ci. Ekobo ou l’Oiseau en cage, publié la même année à Paris, est une œuvre pour la jeunesse décrivant la vie d'une jeune fille, Ekobo,,,,.
De 1966 à 1986, elle a présidé de très nombreux comités internationaux liés à l'Organisation des Nations unies :  vice-présidente du Conseil international des femmes (CIF), Centre multinational de programmation et d'exécution de projets (MULPOC), Commission économique pour l'Afrique, UNESCO, etc.[réf. nécessaire]. Elle préside le Conseil d'administration de l'Institut international de recherche et de formation des Nations unies pour la promotion de la femme. Elle a été également présidente du Comité Régional Africain de Coordination pour l’Intégration des Femmes au Développement.
À la nouvelle ère du multipartisme au Cameroun, au début des années 1990, Delphine Zanga Tsogo rejoint l'opposition. Elle milite en effet dans les rangs de l'Union nationale pour la démocratie et le progrès (UNDP) de Bello Bouba Maigari. Elle est membre du bureau politique et vice-présidente de la formation politique.
À partir de 1996, elle se consacre aux problèmes liés à l'environnement et à la valorisation des produits forestiers de son pays.
Du 7 mai 2011 à sa mort, elle est membre du Conseil électoral, l'Elecam (Elections Cameroon), l'organe chargé de l'organisation des élections au Cameroun.
Elle meurt le 16 juillet 2020 à Yaoundé,.

## Publications
- Vie de femmes, éditions Clé, Yaoundé, 1983.
- Ekobo ou l’Oiseau en cage, éditions Edicef, Paris, 1984  (ISBN 2-85069-316-2) ;

## Distinctions
- Chevalier de l'ordre national du Mérite[13]
- Ordre d'Isabelle la Catholique (Espagne)[13]
- Ordre The Distinction First Class, Qatar[13]
- Chevalier de l'ordre du Mérite camerounais[13]
- Commandeur de l'ordre de la Valeur[13].  Quelques mois plus tard, elle est élevée de façon posthume au grade de grand officier de cet ordre[14]